# TT320
TT320 eller DB320 nordväst om Konungarnas dal nära Deir el-Bahri utanför Luxor i Egypten var ett gömställe för kungliga mumier från Egyptens 17:e, 18:e, 19:e 20:e och 21:e dynasti. Graven hittades 1881 och innehöll 36 mumier från olika kungligheter varav tio tillhörde faraoner. Ursprungligen var TT320 möjligen en grav för drottning Ahmose-Meritamuny eller en familjegrav för prästen Pinedjem II. De flesta av mumierna som hittades i TT320 var ursprungligen begravda någon annanstans, men flyttades till TT320 sannolikt under Egyptens tjugoandra dynasti (945-712 f.Kr.).

## Lista på faraoner upphittade i TT320
| Namn                         | Bild | Nummer   | Dynasti       | Kommentar                                                                                               |
| ---------------------------- | ---- | -------- | ------------- | --- |
| Tao II                       |      | CG 61051 | 17:e dynastin | |
| Ahmose                       |      | CG 61057 | 18:e dynastin | |
| Amenhotep I                  |      | CG 61058 | 18:e dynastin | |
| Thutmosis I (inte bekräftad) |      | CG 61065 | 18:e dynastin | Det finns även teorier om att mumien kan tillhöra Ahmose Sapair som är en tänkbar far till Thutmosis I. |
| Thutmosis II                 |      | CG 61066 | 18:e dynastin | |
| Thutmosis III                |      | CG 61068 | 18:e dynastin | |
| Seti I                       |      | CG 6107  | 19:e dynastin | |
| Ramses II                    |      | CG 61078 | 19:e dynastin | |
| Ramses III                   |      | CG 61083 | 20:e dynastin | |
| Ramses IX                    |      | SR 10211 | 20:e dynastin | |